# Черногорово (област Хасково)
 За другото българско село вижте Черногорово (Област Пазарджик).  
Черногорово е село в Южна България. То се намира в община Димитровград, област Хасково.

## География
Селото разполага с жп спирка по линията Свиленград-Пловдив-София

## История и редовни събития
Най-голямата забележителност е черквата „Свети Харалампи“ – една от най-старите в България. Св. Харалампий е и празникът на селото, когато се събират семействата и техните приятели.
Друга забележителност е черногорският язовир – използва се за спортен риболов. През 2011 там е уловен 70-килограмов сом.
Първи февруари – Трифон Зарезан – избира се цар на лозето.
10 февруари – Ден на свети Харалампий, патронен празник на селото. Събират се семействата и приятели.
Зажънване – в средата на месец юни, началото на жътвата всяка година. Провежда се ритуал за успешна жътва.
Малка Богородица – осми септември. Традиционен курбан на дървото.